# Cúp quốc gia Wales 1877–78
Cúp quốc gia Wales 1877–78 là mùa giải đầu tiên của Cúp quốc gia Wales. Chức vô địch thuộc về Wrexham khi đánh bại Druids 1–0 trong trận Chung kết.

## Vòng Một
| Newtown | 1 – 1 | Druids |  |

|              |                      | Daniel Grey 87' | \| Ngày \| 13 tháng 10 năm 1877 \| \| Giờ thi đấu \| 15:00 \| \| Sân vận động \| The Cunnings Newtown \| |
| Ngày         | 13 tháng 10 năm 1877 |                 | |
| Giờ thi đấu  | 15:00                |                 | |
| Sân vận động | The Cunnings Newtown |                 | |

| Ngày         | 13 tháng 10 năm 1877 |
| Giờ thi đấu  | 15:00                |
| Sân vận động | The Cunnings Newtown |

| Bangor 2 | 1 – 0 | Caernarvon Athletic |  |

|              |                   |  | \| Giờ thi đấu \| 15:00 \| \| Sân vận động \| Maes-y-dre Bangor \| |
| Giờ thi đấu  | 15:00             |  |                                                                    |
| Sân vận động | Maes-y-dre Bangor |  |                                                                    |

| Giờ thi đấu  | 15:00             |
| Sân vận động | Maes-y-dre Bangor |

| Oswestry | 12 – 0 | Chirk |  |

|  |  |  |  |

| Gwersyllt Foresters | 0 – 0 | Northwich Victoria |  |

|  |  |  |  |

| Corwen | 0 – 0 | Bala |  |

|  |  |  |  |

| Newtown White Star | 1 – 0 | Ruabon |  |

|  |  |  |  |

| Wrexham | 3 – 1 | Civil Service Wrexham |  |

|  |  |  |  |

| Swansea RFC | thắng | Aberystwyth Town |  |

|  |  |  |  |

| 23rd Royal Welch Fusiliers | thắng | Llangollen |  |

|  |  |  |  |

Nguồn: Welsh Football Data Archive
a.e.t. = sau hiệp phụ; agg. = tổng tỉ số; pen. = quyết định bằng luân lưu.

### Đá lại
| Druids | 4 – 0 | Newtown |  |

|              |            |  | \| Ngày \| 1877-10-27 \| \| Giờ thi đấu \| 15:00 \| \| Sân vận động \| Ruabon \| |
| Ngày         | 1877-10-27 |  |                                                                                  |
| Giờ thi đấu  | 15:00      |  |                                                                                  |
| Sân vận động | Ruabon     |  |                                                                                  |

| Ngày         | 1877-10-27 |
| Giờ thi đấu  | 15:00      |
| Sân vận động | Ruabon     |

| Gwersyllt Foresters | 4 – 1 | Northwich Victoria |  |

|  |  |  |  |

| Corwen | 0 – 0 | Bala |  |

|  |  |  |  |

Nguồn: Welsh Football Data Archive
a.e.t. = sau hiệp phụ; agg. = tổng tỉ số; pen. = quyết định bằng luân lưu.

### Đá lại lần 2
| Corwen | 1 – 0 | Bala |  |

|  |  |  |  |

Nguồn: Welsh Football Data Archive
a.e.t. = sau hiệp phụ; agg. = tổng tỉ số; pen. = quyết định bằng luân lưu.

Rhosllanerchrugog đi thẳng vào vòng tiếp theo.
- Bởi vì tưởng rằng đây là một trận bóng rugby nên Swansea RFC rút lui trước Aberystwyth nhưng các quan chức đã nhận ra rằng đây là trận đấu bóng đá.

## Vòng Hai
| Bangor 2 | 7 – 0 | Corwen |  |

|  |  |  |  |

| Druids | 3 – 0 | Rhosllanerchrugog |  |

|  |  |  |  |

| Gwersyllt Foresters | 2 – 1 | Llangollen |  |

|  |  |  |  |

| Wrexham | 1 – 1 | Oswestry |  |

|  |  |  |  |

| Aberystwyth Town | thắng | Newtown White Star |  |

|  |  |  |  |

Nguồn: Welsh Football Data Archive
a.e.t. = sau hiệp phụ; agg. = tổng tỉ số; pen. = quyết định bằng luân lưu.

### Đá lại
| Wrexham | 2 – 0 | Oswestry |  |

|  |  |  |  |

Nguồn: Welsh Football Data Archive
a.e.t. = sau hiệp phụ; agg. = tổng tỉ số; pen. = quyết định bằng luân lưu.

## Vòng Ba
| Wrexham | 8 – 0 | Gwersyllt Foresters |  |

|  |  |  |  |

| Druids | 1 – 1 | Newtown White Star |  |

|  |  |  |  |

Nguồn: Welsh Football Data Archive
a.e.t. = sau hiệp phụ; agg. = tổng tỉ số; pen. = quyết định bằng luân lưu.

### Đá lại
| Druids | 1 – 1 | Newtown White Star |  |

|  |  |  |  |

Nguồn: Welsh Football Data Archive
a.e.t. = sau hiệp phụ; agg. = tổng tỉ số; pen. = quyết định bằng luân lưu.

### Đá lại lần 2
| Druids | 3 – 0 | Newtown White Star |  |

|  |  |  |  |

Nguồn: Welsh Football Data Archive
a.e.t. = sau hiệp phụ; agg. = tổng tỉ số; pen. = quyết định bằng luân lưu.

Bangor đi thẳng vào vòng tiếp theo.

## Bán kết
| Bangor 2 | 0 – 0 | Druids |  |

|              |                           |  | \| Sân vận động \| Racecourse Ground Wrexham \| |
| Sân vận động | Racecourse Ground Wrexham |  |                                                 |

| Sân vận động | Racecourse Ground Wrexham |

Nguồn: Welsh Football Data Archive
a.e.t. = sau hiệp phụ; agg. = tổng tỉ số; pen. = quyết định bằng luân lưu.

### Đá lại lần 2
| Bangor 2 | 0 – 1 | Druids |  |

|              |      | Dr Daniel Grey ??' | \| Sân vận động \| Rhyl \| |
| Sân vận động | Rhyl |                    |                            |

| Sân vận động | Rhyl |

Nguồn: Welsh Football Data Archive
a.e.t. = sau hiệp phụ; agg. = tổng tỉ số; pen. = quyết định bằng luân lưu.

Wrexham đi thẳng vào vòng tiếp theo.

## Chung kết
Trận chung kết Cúp quốc gia Wales đầu tiên diễn ra trên sân Acton Park, Wrexham ngày 30 tháng 3 năm 1878 giữa Wrexham và Druids của Ruabon. Trận đấu diễn ra rất căng thẳng, không có bàn thắng nào được ghi cho đến khi tiền đạo của Wrexham tấn công hậu vệ của Druids để lấy bóng và ghi bàn thắng ngay ở phút cuối cùng, với James Davies lập công.
| Wrexham          | 1 – 0 | Druids |
| ---------------- | ----- | ------ |
| James Davies 90' |       |        |

| Wrexham | Druids |